# Jules Romains

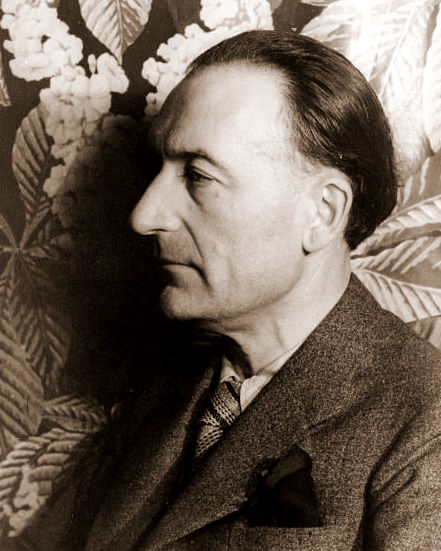
Jules Romains' (1936), door Carl van Vechten

Jules Romains, geboren Louis Henri Farigoule (Saint-Julien-Chapteuil, 26 augustus 1885 – Parijs, 14 augustus 1972), was een Frans romanschrijver, toneelschrijver, dichter en essayist.

## Leven en werk
Romains was de zoon van een onderwijzer en studeerde filosofie en biologie aan de Sorbonne. Van 1906 tot 1908 nam hij deel aan de utopische leefgemeenschap l’Abbaye de Créteil. Onder invloed van Émile Durkheim werd hij zich er al vroeg van bewust, “dat mensen geen archipels van eenzaamheid zijn”, zoals hij dat zelf noemde, een besef dat hem bracht tot de ontwikkeling van het unanimisme: het geloof in de menselijke solidariteit en in een broederlijk socialisme.
Het meeste werk van Romains is sterk doortrokken van zijn unanimistische gedachtegoed. 
De eerste gedichten van Romains zijn sterk geïnspireerd door het leven van alledag, latere bundels richten zich meer op de lyriek in een poging het tedere in de wereld te bereiken. In 1923 schreef hij het Petit traité de versification, waarin hij een theorie ontwikkelt over het moderne gedicht gebaseerd op klank en ritme. 
Veel succes had Romains als toneelschrijver, met name met Knock, ou la triomphe de la médicine (1923), een Molière-achtige satire waarin een meedogenloos individu een groep gefascineerde, volgzame mensen geheel zijn wil oplegt. Populair werd ook zijn komische trilogie over de extravagante leraar M. Le Trouhadec.

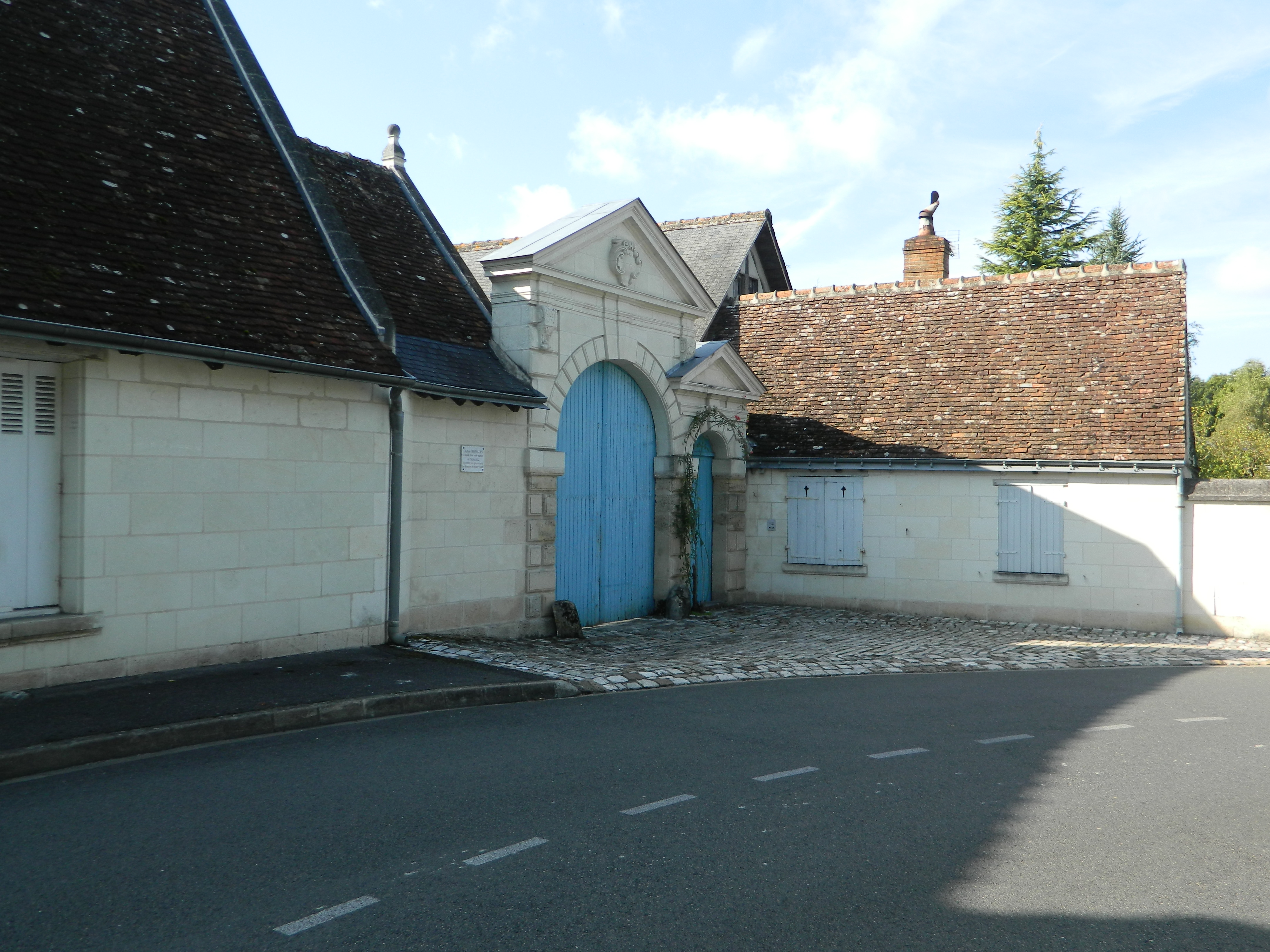
Grand'Cour, zijn woning in Saint-Avertin waar hij het grootste deel van Les hommes de bonne volonté schreef

Als romanschrijver maakte Romains het meeste naam met zijn 28-delige reeks Les hommes de bonne volonté (1932-1947), een gigantische geschiedenis over 25 jaar, waarin nagenoeg alle sociale lagen en problemen aan de orde komen. In de stijl van Balzac en Zola een nieuwe visie op grote groepen, zonder intrige, onderwerp of hoofdpersoon; het is een opeenvolging van beschrijvingen die een beeld geven van de diverse milieus, maatschappelijke types en collectieven. Het hoofdthema, ´de goede wil”, wordt geplaatst tegenover het nihilisme en de vernielzucht, waardoor een wereld in voortdurende beweging wordt getoond.
In 1936 werd Romains voorzitter van de internationale PEN-club, hetgeen niet onomstreden was vanwege zijn contacten met het pro-nazistische Comité-France-Allemagne. Tijdens de oorlog emigreerde hij naar de Verenigde Staten, keerde in 1946 weer terug naar Frankrijk en werd in datzelfde jaar lid van de Académie française. Op latere leeftijd legde Romains zich vooral toe op het schrijven van essays en geeft hij onder meer uitgebreide visies op zijn eigen werk.
Romains verbleef van 1929 tot 1972 geregeld in zijn tweede woning met een kleine wijngaard in Saint-Avertin bij Tours. Hij scheidde van zijn eerste vrouw Gabrielle Gaffé en huwde daarna met Lise Romains. Hij overleed in 1972 te Parijs, op bijna 87-jarige leeftijd.

## Bibliografie (selectie)

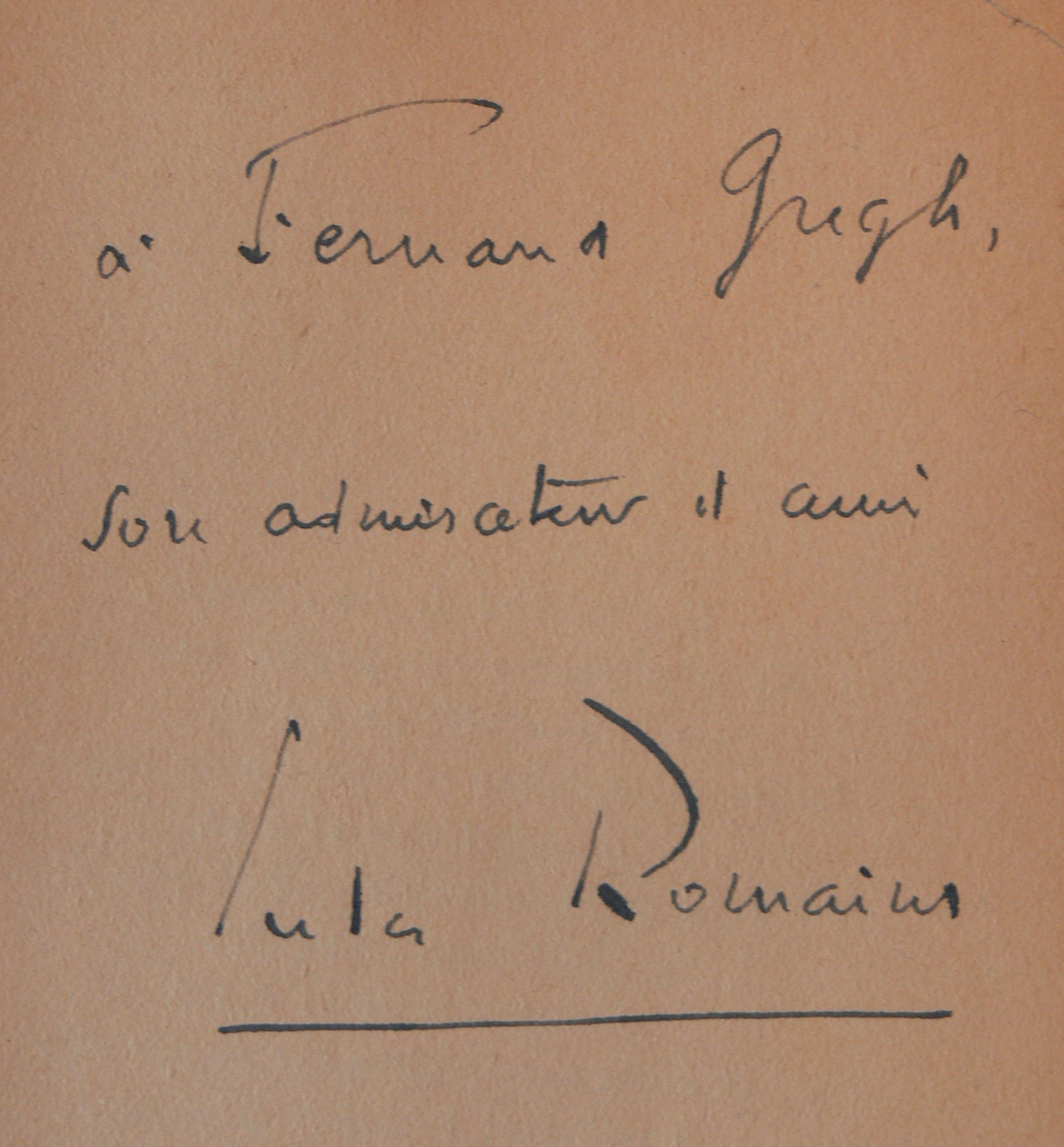
Opdracht Jules Romains aan Fernand Gregh